# Yulimar Rojas
Pour les articles homonymes, voir Rojas.
Yulimar Del Valle Rojas Rodríguez, née le 21 octobre 1995 à Caracas, est une athlète vénézuélienne spécialiste du triple saut.
Championne olympique en 2020 à Tokyo et vice-championne olympique en 2016 à Rio de Janeiro, elle est l'athlète la plus titrée au triple saut aux championnats du monde en remportant la médaille d'or en 2017 à Londres, en 2019 à Doha, en 2022 à Eugene et en 2023 à Budapest. Elle est également sacrée à trois reprises lors des championnats du monde en salle, en 2016, 2018 et 2022.
Considérée par les spécialistes comme la plus grande triple-sauteuse de l'histoire, elle est l'actuelle détentrice du record du monde avec 15,74 m, réalisés le 20 mars 2022 à Belgrade lors des championnats du monde en salle.

## Biographie
Née à Caracas et élevée dans un quartier pauvre de Puerto La Cruz, dans l'État d'Anzoátegui, elle connaît son premier grand succès en 2011 lorsqu'elle remporte les championnats d'Amérique du Sud juniors au saut en hauteur à l'âge de 16 ans seulement. En 2013, elle établit un record continental junior avec 1,87 m. Elle participe aux Jeux Bolivariens où elle gagne l'argent de la hauteur (1,76 m) et se classe sixième du saut en longueur (5,87 m).
En 2014, Rojas remporte le saut en hauteur des Jeux sud-américains avec 1,79 m. Elle participe aux Championnats du monde juniors de Eugene où elle ne passe pas le cap des qualifications au triple saut et où elle se classe onzième de la finale du saut en longueur.
En fin de saison, elle échoue deux fois aux pieds des podiums des Jeux d'Amérique centrale et des Caraïbes se tenant au Mexique (6,24 m en longueur et 13,54 m au triple saut).
Le 18 avril 2015 elle porte son record à 14,17 m à Barinas avant de remporter en juin le titre de championne d'Amérique du Sud à Lima, avec un saut de 14,14 m (vf) et un saut régulier à 14,05 m. La veille, elle améliorait son record national du saut en longueur avec 6,57 m.
En juillet, Yulimar Rojas participe aux Jeux panaméricains de Toronto : elle se classe onzième du saut en longueur (6,36 m) et quatrième du triple saut (14,20 m, record national). Dans cette compétition, elle réalise 14,37 m mais le vent est trop favorable (+ 2,2 m/s).

### Titre mondial en salle, médaille olympique (2016)
Le 23 janvier 2016, à Madrid, la Vénézuélienne réalise un bond à 14,69 m. Elle améliore son record en salle de près de 75 centimètres, améliore sa meilleure performance mondiale de l'année (qui était de 13,97 m + à noter que la Russe Ekaterina Koneva a réalisé 14,22 m mais la Russie est suspendue pour dopage) et entre dans le top 25 mondial en salle de tous les temps. Le 19 février, elle réalise à nouveau un concours à 14,35 m. Le 26 février, toujours à Madrid, Rojas saute à 14,32 m (second essai), à 14,56 m (troisième essai) puis 14,63 m (cinquième essai).

#### Championne du monde en salle à Portland

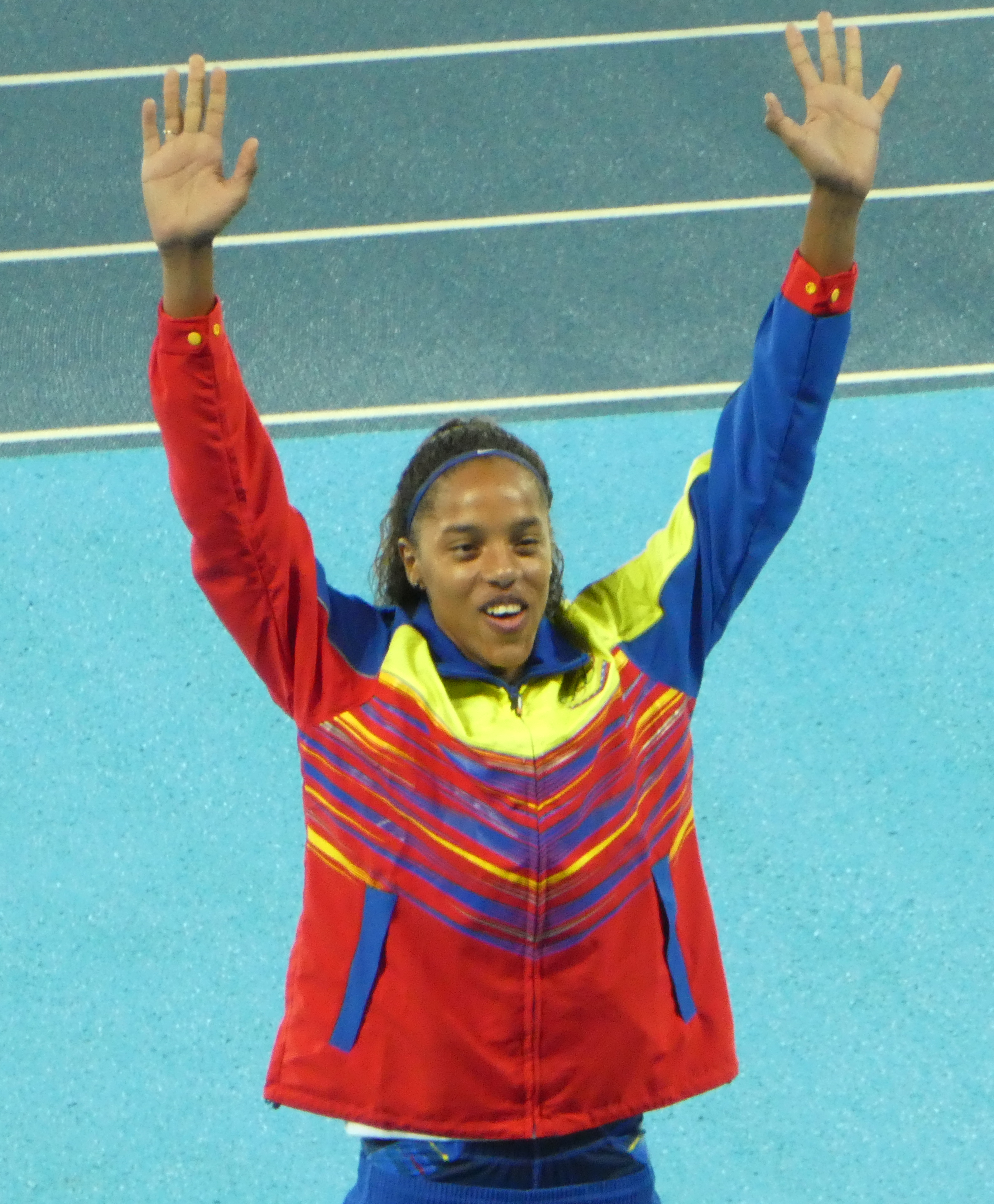
Yulimar Rojas sur le podium des Jeux olympiques de 2016.

Le 19 mars 2016, en grande favorite, Yulimar Rojas est sacrée championne du monde en salle lors des championnats du monde en salle de Portland avec un saut à 14,41 m, son seul de la compétition. Elle mord tous ses autres sauts, dont un aux alentours de 14,75 m. Elle écrit l'histoire de son sport en devenant la première Venezuelienne championne du monde.
Le 6 mai suivant, Rojas participe à la première épreuve du circuit de la ligue de diamant 2016 lors de la Doha Diamond League où il y a une confrontation entre elle et la Colombienne Caterine Ibargüen : au second essai, elle saute 14,61 m et établit provisoirement la meilleure performance mondiale de l'année, ainsi qu'un record du meeting et national. Quelques minutes plus tard, Ibarguen répond en réalisant 14,77 m. Au troisième essai, la Vénézuélienne répond à nouveau en réalisant 14,79 m. Au cinquième essai, Ibarguen établit une marque de 15,04 m. Rojas réalise 14,92 m juste après puis Ibarguen conclut son concours par un saut à 14,98 m.

#### Barrière des 15 mètres et médaille d'argent olympique
Le 23 juin, elle crée l'histoire du triple saut en s'imposant au Meeting de Madrid avec un saut à 15,02 m (- 0,4 m/s), faisant d'elle la plus jeune athlète à dépasser la barrière des 15 mètres (20 ans).
Le 14 août, Yulimar Rojas participe à la finale des Jeux olympiques de Rio où elle confirme ses 15,02 m de juin en réalisant 14,98 m. Avec cette marque, elle devient vice-championne olympique derrière la Colombienne Caterine Ibarguen qui s'impose avec 15,17 m.

### Titre mondial à Londres (2017)
Après une saison hivernale perturbée par une blessure qui la freine dans sa progression (elle a amélioré le record national en salle le 28 janvier), Yulimar Rojas ouvre sa saison estivale le 17 mai à Baie-Mahault (Guadeloupe) où elle établit la meilleure performance mondiale de l'année avec 14,67 m. Elle l'améliore le 2 juin à Andújar avec 14,96 m. Le 24 juin, elle remporte la médaille d'argent des Championnats d'Amérique du Sud se déroulant à Asuncion (Paraguay) où, après un 2e essai mesuré à 14,36 m, elle est contrainte à l'abandon à la suite d'une douleur dans son genou gauche. Elle est devancée par la Brésilienne Nubia Soares (14,42 m).
De retour de blessure, elle signe une performance convaincante de 14,83 m à Monaco, pour sa dernière sortie avant les Championnats du monde de Londres.
Le 7 août, lors de la finale des championnats du monde de Londres, Yulimar Rojas se montre plus forte face à la Colombienne Caterine Ibarguen, invaincue en grand championnats depuis 2013. Avec 14,91 m, la Vénézuélienne remporte le 1er titre mondial en athlétisme pour son pays, devançant Caterine Ibarguen de deux centimètres et la Kazakhe Olga Rypakova (14,77 m). Elle devient à cette occasion la plus jeune championne du monde de la discipline, à 21 ans.

### Second titre mondial en salle (2018)

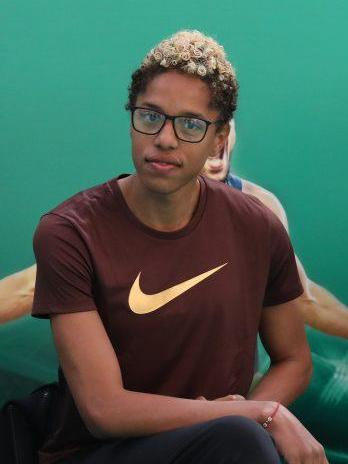
Yulimar Rojas au Meeting de Madrid en février 2019.

Malgré aucune compétition durant la saison hivernale, Yulimar Rojas s'aligne aux championnats du monde en salle de Birmingham en tant que tenante du titre, et dans le but de le réitérer. Au 5e essai, elle saute 14,63 m, meilleure performance mondiale de l'année, et s'adjuge la médaille d'or devant la Jamaïcaine Kimberly Williams (14,48 m) et l'Espagnole Ana Peleteiro (14,40 m), sa partenaire d'entraînement. Elle devient la troisième athlète de l'histoire à conserver son titre, après Inessa Kravets (1991 / 1993) et Tatyana Lebedeva (2003 / 2004).

### Deuxième performance de l'histoire et second titre mondial à Doha (2019)
Après le championnat, ses blessures au pied et à la cheville l'empêche de réaliser des performances lors de la saison estivale. Elle revient sur les sautoirs le 2 février 2019, à Karlsruhe, et saute 14,45 m pour terminer 2e derrière Ana Peleteiro (14,51 m). Le 8 février à Madrid, elle porte son record en salle à 14,92 m et réalise le meilleur saut en salle depuis 2010.
Le 15 juin, elle saute 6,79 m (+ 2,9 m/s) au saut en longueur puis dépasse cinq jours plus tard la barre des 15 mètres pour la seconde fois de sa carrière à Huelva, avec 15,06 m. Elle améliore de 4 centimètres son record de 2016, bat le record national, établit la meilleure performance mondiale de l'année, et réalise les minimas pour les Jeux olympiques de Tokyo. Le 11 juillet, elle s'impose dans le port de Monaco pour le Meeting Herculis avec 14,98 m.
Le 9 août, en l'absence de sa rivale Caterine Ibarguen sur blessure, elle remporte sans difficulté les Jeux panaméricains de Lima et améliore de 5 centimètres son record personnel en rebondissant à 15,11 m, meilleure performance mondiale de l'année, meilleur marque mondiale depuis 2016, record des Jeux, record du Venezuela, et devient la 16e meilleure performeuse mondiale de l'histoire. Première vénézuélienne sacrée au triple saut, elle réalise notamment un saut mordu de 7 centimètres au-delà du record du monde (15,50 m par Inessa Kravets en 1995).

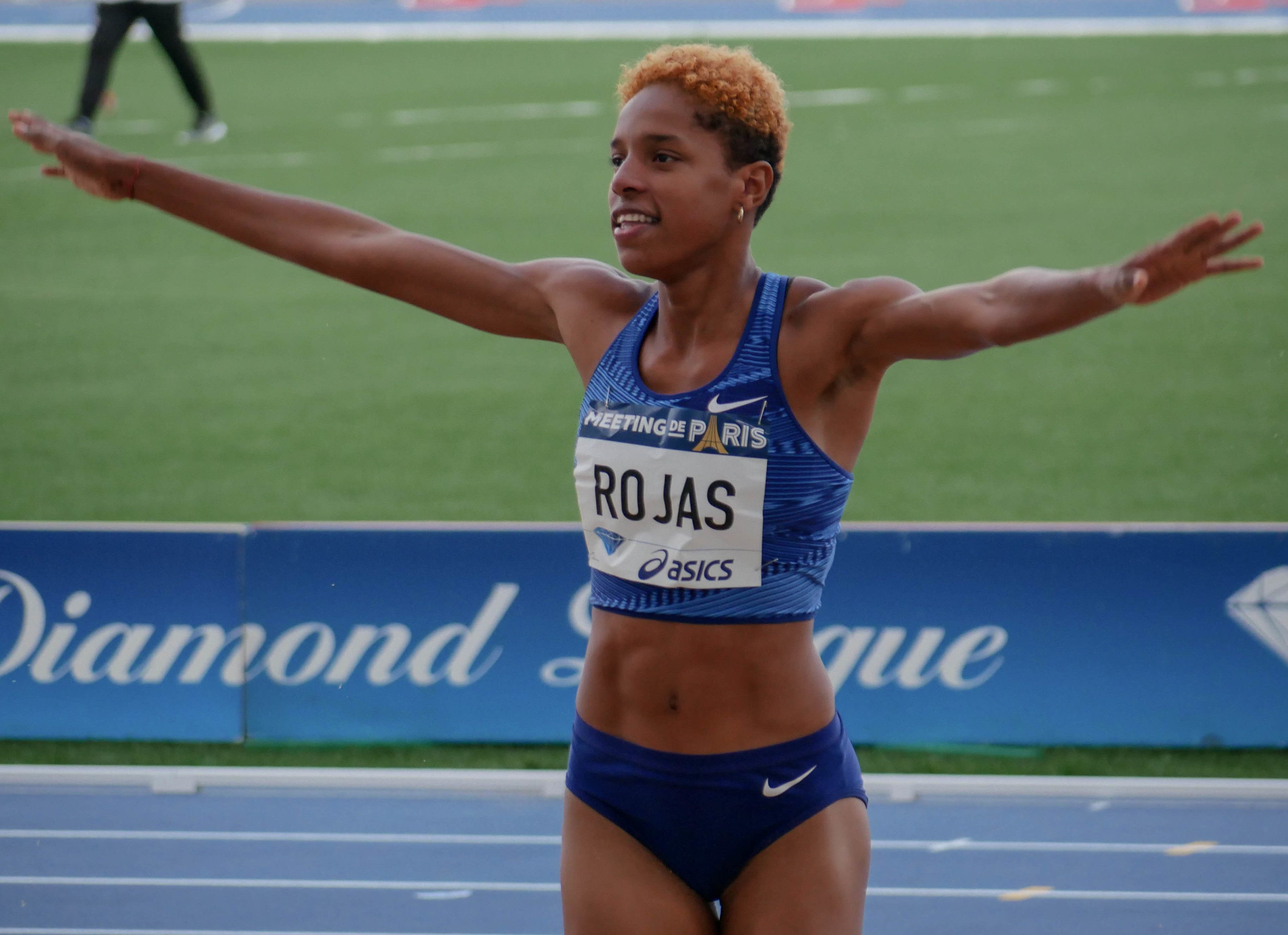
Yulimar Rojas au Meeting de Paris 2019.

Le 6 septembre, lors d'un meeting à Andújar, Yulimar Rojas entre dans l'histoire du triple saut en sautant à son sixième et dernier à 15,41 m (+ 1,5 m/s), soit la deuxième meilleure performance mondiale de l'histoire derrière les 15,50 m d'Inessa Kravets. Elle réalise ainsi le saut le plus loin depuis le record du monde, puisque personne ne s'était approché d'aussi près depuis la Camerounaise Françoise Mbango Etone, auteure de 15,39 m en 2008. Avec cette marque, la Vénézuélienne établit une MPMA, un nouveau record d'Amérique du Sud, que détenait jusque-là sa rivale Caterine Ibargüen avec 15,31 m en 2014, un nouveau record du Venezuela, record personnel et record du meeting. Le Président du Venezuela, Nicolás Maduro, salue la performance de Rojas.
Aux championnats du monde de Doha le 5 octobre, elle obtient une deuxième médaille d'or mondiale au triple saut en s'approchant à nouveau du record du monde, son meilleur essai étant mesuré à 15,37 m. Elle réalise au total quatre sauts au-delà des 14,70 m, loin devant la Jamaïcaine Shanieka Ricketts, deuxième en 14,92 m, et la Colombienne Caterine Ibarguen, troisième en 14,73 m.

### Record du monde en salle (2020)
Yulimar Rojas commence sa saison hivernale le 1er février à Valence en Espagne, où elle s'impose pour son premier concours de saut en longueur de la saison avec un bond à 6,59 m, nouveau record du Venezuela en salle. La semaine suivante, à Metz, elle fait sa rentrée au triple saut et signe d'emblée la meilleure performance mondiale de l'année en battant successivement deux fois son propre record d'Amérique du Sud en salle de la discipline, avec 14,94 m puis 15,03 m, devenant à cette occasion la sixième meilleure performeuse mondiale de tous les temps en salle, et en devenant la première athlète depuis Olga Rypakova en 2010 à sauter au-delà des 15 mètres en salle.
Le 21 février 2020, lors du Meeting de Madrid, Yulimar Rojas saute à 15,29 m puis lors de son dernier essai, bat le record du monde en salle de la discipline avec un bond mesuré à 15,43 m. À 24 ans, la Vénézuélienne améliore de sept centimètres l'ancienne marque de référence détenue depuis le 6 mars 2004 par la Russe Tatyana Lebedeva.
Favorite pour les championnats du monde en salle de Nanjing, dont elle est la double tenante du titre, elle voit l'édition de la compétition être annulée à la suite de l'émergence de la pandémie de Covid-19 dans le monde. De retour sur les sautoirs en août, elle remporte le Meeting Herculis (14,27 m) et une compétition locale à Castelló de la Plana (14,71 m).
En décembre 2020, elle est élue athlète féminine de l'année par la Fédération Internationale d'athlétisme. Elle déclare à cette occasion vouloir devenir la "première femme à sauter au-delà des 16 mètres".

### Championne olympique et record du monde à Tokyo (2021)
Après avoir lancé sa saison 2021 avec un triple saut à 15,14 m à Ibiza le 8 mai, Rojas réalise 15,43 m à Andújar deux semaines plus tard, battant à nouveau son record personnel en plein air et s'approchant à 7 centimètres du record du monde de la discipline. Avec cette marque, la Vénézuélienne détient désormais trois des cinq meilleures performances mondiales de tous les temps.
Le 28 mai, elle remporte la Doha Diamond League avec 15,15 m (+ 2,0 m/s) puis signe ensuite des victoires à Madrid (15,19 m + 1,4 m/s et 15,34 m trop venté) et Monaco (15,12 m, vent nul). Le 13 juin, à La Nucia lors des championnats d'Espagne par équipes, elle s'aligne au saut en longueur et réalise l'énorme performance de 7,27 m, trop venté pour être homologué (+ 2,7 m/s) mais 6,88 m avec vent légal, record personnel et national. Au XXIème siècle, seules Tatyana Kotova (7.42), Tatyana Lebedeva (7.33), Brittney Reese (7.31) et Malaika Mihambo (7.30) ont sauté plus loin.
Aux Jeux olympiques de Tokyo, Yulimar Rojas s'aligne uniquement au triple saut, où elle fait figure de grandissime favorite pour le titre. Elle est la seule femme depuis 2017 à avoir sauté au-delà des 15 mètres (dans 12 compétitions différentes) et détient le record du monde en salle. Le 1er août 2021, dans le stade olympique de Tokyo, la Vénézuélienne écrase la concurrence en pulvérisant le record du monde d'Inessa Kravets datant du 10 août 1995, avec une marque de 15,67 m à son 6e essai, soit 17 centimètres de mieux que l'Ukrainienne. Également auteure de 15,41 m et de 15,25 m durant le concours, marques qui auraient été suffisantes pour remporter le titre, elle devance sur le podium la Portugaise Patricia Mamona, en argent avec 15,01 m (record national) et l'Espagnole Ana Peleteiro, sa partenaire d'entrainement, en bronze avec 14,87 m (record national).
Après les Jeux, Rojas remporte l'Athletissima de Lausanne avec 15,56 m trop venté (+ 3,5 m/s) et 15,52 m légal (+ 0,6 m/s), deux marques au-delà de l'ancien record du monde que détenait Inessa Kravets pendant 27 ans. Elle confirme ainsi son récent record du monde. Elle clôt sa saison en remportant le trophée de la Ligue de diamant avec 15,48 m (+ 0,3 m/s).

### Troisièmes titres mondiaux en salle et en plein air et nouveau record du monde (2022)

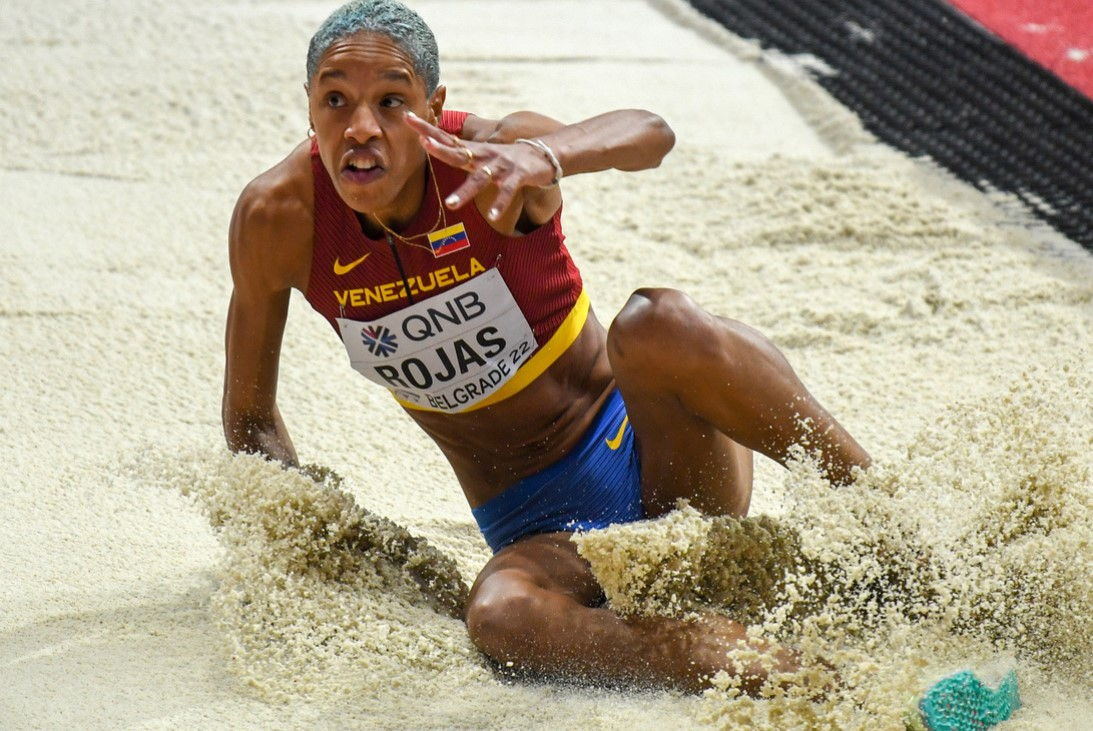
Yulimar Rojas lors des championnats du monde en salle 2022.

Le 2 mars 2022, à Madrid, Yulimar Rojas fait sa rentrée hivernale en établissant 15,41 m, la deuxième meilleure marque de sa carrière, à deux centimètres de son propre record du monde.

Trois semaines plus tard, lors des championnats du monde en salle à Belgrade, elle assure un troisième titre mondial en salle consécutif dès son premier saut, avec 15,19 m. Mais en fin de concours, la Vénézuélienne pulvérise son propre record du monde en salle de trente-et-un centimètres, en retombant à 15,74 m, une marque supérieure à son record du monde en plein air de 15,67 m. Invincible, elle devance d'un mètre l'Ukrainienne Maryna Bekh-Romanchuk (14,74) et d'un mètre douze la Jamaïcaine Kimberly Williams (14,62). Elle devient la première triple sauteuse à remporter trois titres mondiaux en salle, qui plus est de manière consécutive.

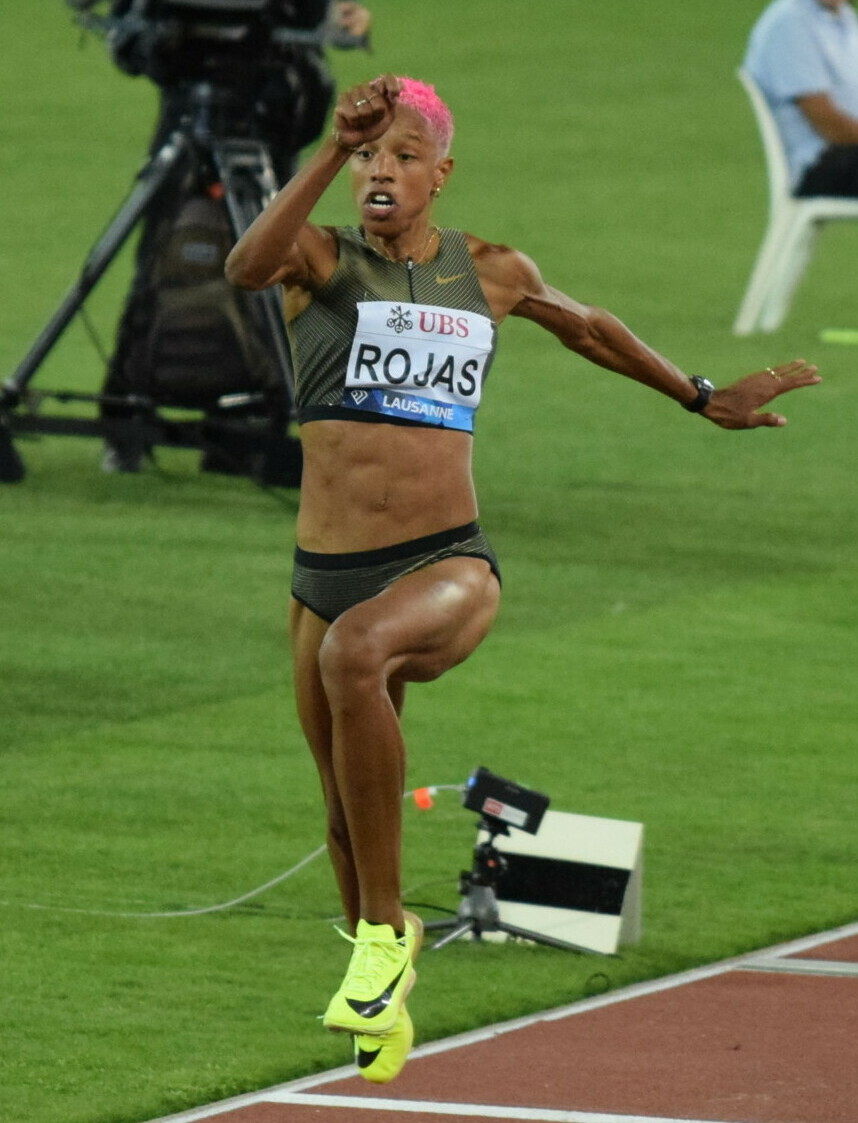
Yulimar Rojas lors de l'Athletissima de Lausanne en 2022.

Le 8 juin 2022, elle s'aligne au saut en longueur à Guadalajara dans l'optique de se qualifier pour les championnats du monde, et y tenter le doublé longueur / triple saut. Auteure de 6,93 m, record personnel et record du Venezuela, elle réalise les minimas qualificatifs, mais World Athletics décide de ne pas homologuer cette performance, citant les pointes de Rojas comme non conforme pour du saut en longueur. Initialement blessée en début de saison, la Vénézuélienne avait décidé de limiter son nombre de compétition avant les mondiaux, et sa possibilité de refaire une compétition pour se requalifier s'envole. Quelques jours plus tard, à La Nucia, elle réalise 14,83 m au triple saut.
Le 18 juillet 2022, aux championnats du monde en plein air, à Eugene, Yulimar Rojas décroche sans difficulté un troisième titre mondial, consécutif, en améliorant la MPMA avec 15,47 m (+ 1,9 m/s) et en établissant deux autres sauts au-delà des 15 mètres (15,39 m et 15,24 m), des marques suffisantes pour devancer ses plus proches adversaires, la Jamaïcaine Shanieka Ricketts (14,89 m) et l'Américaine Tori Franklin (14,72 m). La Vénézuélienne devient la première triple sauteuse de l'histoire à remporter trois titres mondiaux en plein air, qui plus est consécutifs, Tatyana Lebedeva (2001, 2003), Yargelis Savigne (2007, 2009) et Caterine Ibargüen (2013, 2015) n'ayant réussit à remporter que deux titres. À 26 ans, celle qui est déjà considérée comme la meilleure triple sauteuse de l'histoire, est désormais six fois championne du monde de la discipline.
Après les mondiaux, elle enchaîne par trois nouvelles victoires en Ligue de diamant, à Monaco avec 15,00 m (-0,1), Lausanne avec 15,31 m (-0,2) et Zurich avec 15,28 m (-0,2), et remporte un nouveau trophée. Elle finit une nouvelle fois la saison invaincue dans sa discipline.

### Quatrième titre mondial consécutif à Budapest (2023)

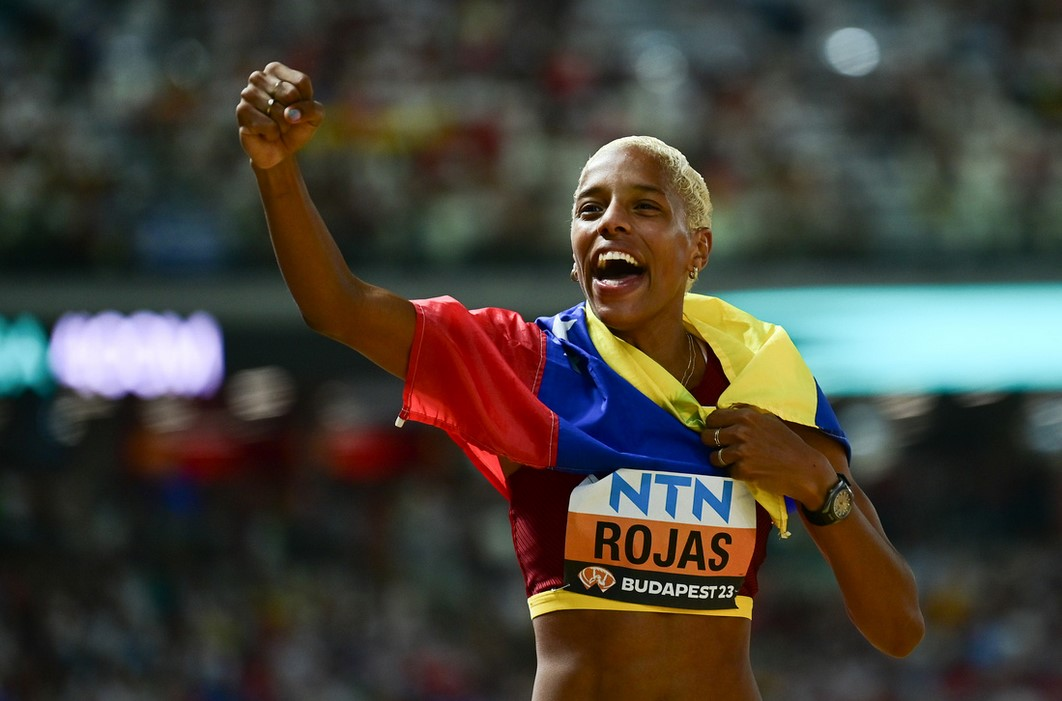
Yulimar Rojas aux championnats du monde 2023 à Budapest.

Blessée en début de saison, Yulimar Rojas repousse sa rentrée estivale aux championnats d'Espagne par équipes à Madrid, le 11 juin, où elle établit la meilleure performance mondiale de l'année (MPMA) avec 14,96 m. Quatre jours plus tard, elle s'impose dans une compétition serrée aux Bislett Games d'Oslo avec 14,96 m, face à la Cubaine Leyanis Pérez (14,87 m).
Début juillet, elle participe sous les couleurs du Venezuela aux Jeux d'Amérique centrale et des Caraïbes à San Salvador, au Salvador, pour remporter le seul titre manquant à son palmarès. Le 5 juillet, au terme d'une compétition de très haut niveau, Yulimar Rojas décroche la médaille d'or avec un saut à 15,16 m (+ 1,1 m/s), MPMA et record des Jeux, devant les Cubaines Leyanis Pérez (14,98 m, record personnel) et Liadagmis Povea (14,85 m). Quatrième de cette compétition à Veracruz en 2014 et blessée pour l'édition 2018 à Barranquilla, elle complète son palmarès en 2023.
Le 16 juillet, elle s'impose au Mémorial Kamila Skolimowska à Chorzów avec 15,18 m (+ 0,3 m/s), MPMA. Le 21 juillet, elle s'aligne au saut en longueur au Meeting Herculis, dans le but de faire les minimas pour les Jeux olympiques de 2024, mais n'y termine que 10e avec 6,61 m, alors que la performance requise est de 6,86 m.
Le 25 août, aux championnats du monde de Budapest, Yulimar Rojas frôle la catastrophe : incapable de trouver ses marques, elle se retrouve à l'entame du quatrième essai en 8e position avec 14,33 m, alors que l'Ukrainienne Maryna Bekh-Romanchuk mène avec 15,00 m devant Leyanis Pérez avec 14,96 m. Au 4e essai, la Vénézuélienne mord sa planche de nouveau, tout comme au 5e essai, de 7 millimètres, pour un saut au-delà des 15 mètres. Invaincue depuis 2019 au triple saut, vainqueur de tous les championnats du monde depuis 2016, elle est dos au mur pour sa dernière tentative. Sur ce saut, Rojas trouve ses marques et retombe à 15,08 m, prend la tête du concours et ne voit aucune de ses concurrentes faire mieux. En un saut, la meilleure triple sauteuse de l'histoire remporte son 4e titre mondial consécutif au triple saut, et devance Bekh-Romanchuk (15,00 m) et Pérez (14,96 m).
Le 31 août, elle remporte le Weltklasse Zurich en réalisant deux fois 15,15 m, au 4e puis au 6e essai, avec également un troisième saut au-delà des 15 mètres, 15 m exactement, en ouverture de concours. Elle signe sa vingt-neuvième victoire consécutive, et devance Shanieka Ricketts (14,78 m) et Liadagmis Povea (14,73 m).
Le 16 septembre, elle glane son troisième trophée consécutif en Ligue de diamant, s'imposant lors de la finale du circuit à Eugene avec 15,35 m, devant Shanieka Ricketts (15,03 m) et Kimberly Williams (14,61 m).
Elle déclare forfait pour les Jeux panaméricains de Santiago du Chili, prévus début novembre et dont elle était la tenante du titre, pour ne pas prendre de risque à l'abord de la saison de 2024, dont les objectifs seront un quatrième titre consécutif aux championnats du monde en salle et un second titre olympique à Paris.

### Blessure au tendon d'Achille, forfait aux Jeux olympiques mais porte-drapeau (2024)
Yulimar Rojas fait l'impasse sur la saison hivernale, dont les Championnats du monde d'athlétisme en salle. En avril, elle se blesse au tendon d'Achille gauche, ce qui l'oblige à renoncer à participer aux Jeux olympiques de Paris.
Le 2 juillet 2024, à l'occasion d'une cérémonie présidée à Caracas par Nicolás Maduro, Yulimar Rojas est annoncée comme porte-drapeau aux côtés de l'haltérophile Julio Mayora pour les Jeux de Paris, malgré sa blessure l'empêchant de prendre part à la compétition. C'est la deuxième fois qu'elle a ce rôle, après les Jeux de Tokyo en 2021.
Néanmoins, le CIO annonce finalement que la judokate Anriquelis Barrios (en) est le porte-drapeau féminin de la délégation.

## Vie privée
Yulimar Rojas vit à Guadalajara, près de Madrid, en Espagne. Elle est ouvertement homosexuelle,.

« Je ne me considère pas vraiment comme une icône du mouvement LGBT, mais davantage comme une voix. En tant qu'athlète, ma voix porte plus loin et j'aimerais que celles et ceux qui vivent dans la crainte du jugement des autres ou n'ont pas le courage de s'affranchir de certaines barrières puissent s'identifier à ma personne. »

Sa sœur Yerilda Zapata est une lanceuse de disque qui a participé aux Jeux olympiques de la jeunesse 2014,.

## Récompenses
Au cours de sa carrière, Yulimar Rojas est élue 7 fois athlète vénézuélienne de l'année, en 2016, 2017, 2019, 2020, 2021, 2022, et 2023,, une série presque consécutive, n'ayant pas été élue en 2018 à la suite d'une blessure lui imposant une saison blanche.
En 2020, elle est élue athlète de l'année par la Fédération Internationale, World Athletics, succédant à l'Américaine Dalilah Muhammad, et devenant la première vénézuélienne, hommes et femmes confondus, à recevoir cette récompense, ainsi que la deuxième sud-américaine, après Caterine Ibargüen en 2018. En 2023, elle remporte ce trophée une seconde fois. Elle est également finaliste en 2019, 2021 et 2022.

## Palmarès
| Date | Compétition                              | Lieu                               | Résultat | Épreuve     | Marque  |
| ---- | ---------------------------------------- | ---------------------------------- | -------- | ----------- | ------- |
| 2013 | Championnats d'Amérique du Sud           | Carthagène des Indes               | 5e       | Hauteur     | 1,73 m  |
| 2013 | Championnats d'Amérique du Sud           | Carthagène des Indes               | 7e       | Longueur    | 6,18 m  |
| 2013 | Jeux panaméricains juniors               | Medellín                           | 2e       | Hauteur     | 1,76 m  |
| 2013 | Jeux bolivariens                         | Trujillo                           | 2e       | Hauteur     | 1,76 m  |
| 2014 | Jeux sud-américains                      | Santiago                           | 1re      | Hauteur     | 1,79 m  |
| 2014 | Championnats du monde juniors            | Eugene                             | 11e      | Longueur    | 5,81 m  |
| 2014 | Festival des sports panaméricains        | Mexico                             | 1re      | Longueur    | 6,53 m  |
| 2014 | Championnats d'Amérique du Sud espoirs   | Montevideo                         | 1re      | Longueur    | 6,36 m  |
| 2014 | Championnats d'Amérique du Sud espoirs   | Montevideo                         | 1re      | Triple saut | 13,35 m |
| 2015 | Championnats d'Amérique du Sud           | Lima                               | 4e       | Longueur    | 6,20 m  |
| 2015 | Championnats d'Amérique du Sud           | Lima                               | 1re      | Triple saut | 14,14 m |
| 2015 | Jeux panaméricains                       | Toronto                            | 11e      | Longueur    | 6,36 m  |
| 2015 | Jeux panaméricains                       | Toronto                            | 4e       | Triple saut | 14,37 m |
| 2015 | Jeux mondiaux militaires                 | Mungyeong                          | 4e       | Hauteur     | 1,80 m  |
| 2015 | Jeux mondiaux militaires                 | Mungyeong                          | 2e       | Triple saut | 13,82 m |
| 2016 | Championnats du monde en salle           | Portland                           | 1re      | Triple saut | 14,41 m |
| 2016 | Jeux olympiques                          | Rio de Janeiro                     | 2e       | Triple saut | 14,98 m |
| 2017 | Championnats d'Amérique du Sud           | Luque                              | 2e       | Triple saut | 14,36 m |
| 2017 | Ligue de diamant                         | Ligue de diamant                   | 2e       | Triple saut | 14,52 m |
| 2017 | Championnats du monde                    | Londres                            | 1re      | Triple saut | 14,91 m |
| 2018 | Championnats du monde en salle           | Birmingham                         | 1re      | Triple saut | 14,63 m |
| 2019 | Circuit mondial en salle de l'IAAF       | Circuit mondial en salle de l'IAAF | 1re      | Triple saut | détails |
| 2019 | Jeux panaméricains                       | Lima                               | 1re      | Triple saut | 15,11 m |
| 2019 | Championnats du monde                    | Doha                               | 1re      | Triple saut | 15,37 m |
| 2021 | Jeux olympiques                          | Tokyo                              | 1re      | Triple saut | 15,67 m |
| 2021 | Ligue de diamant                         | Ligue de diamant                   | 1re      | Triple saut | 15,48 m |
| 2022 | Championnats du monde en salle           | Belgrade                           | 1re      | Triple saut | 15,74 m |
| 2022 | Championnats du monde                    | Eugene                             | 1re      | Triple saut | 15,47 m |
| 2022 | Ligue de diamant                         | Ligue de diamant                   | 1re      | Triple saut | 15,48 m |
| 2023 | Jeux d'Amérique centrale et des Caraïbes | San Salvador                       | 1re      | Triple saut | 15,16 m |
| 2023 | Championnats du monde                    | Budapest                           | 1re      | Triple saut | 15,08 m |
| 2023 | Ligue de diamant                         | Ligue de diamant                   | 1re      | Triple saut | 15,35 m |

## Records

### Records personnels
| Épreuve          | Épreuve   | Marque       | Lieu         | Date            |
| ---------------- | --------- | ------------ | ------------ | --------------- |
| Saut en longueur | Plein air | 6,88 m (NR)  | La Nucia     | 13 juin 2021    |
| Saut en longueur | En salle  | 6,81 m (NR)  | Liévin       | 17 février 2022 |
| Saut en hauteur  | Plein air | 1,87 m       | Barquisimeto | 6 avril 2013    |
| Triple saut      | Plein air | 15,67 m (WR) | Tokyo        | 1er août 2021   |
| Triple saut      | En salle  | 15,74 m (WR) | Belgrade     | 20 mars 2022    |

### Meilleures performances par année
| Année | Marque  | Date              | Lieu         | Rang |
| ----- | ------- | ----------------- | ------------ | ---- |
| 2014  | 13,65 m | 27 septembre 2014 | Barquisimeto | -    |
| 2015  | 14,20 m | 21 juillet 2015   | Toronto      | 17   |
| 2016  | 15,02 m | 23 juin 2016      | Moratalaz    | 2    |
| 2017  | 14,96 m | 2 juin 2017       | Andújar      | 1    |
| 2018  | 14,63 m | 3 mars 2018       | Birmingham   | 6    |
| 2019  | 15,41 m | 6 septembre 2019  | Andújar      | 1    |
| 2020  | 15,43 m | 21 février 2020   | Madrid       | 1    |
| 2021  | 15,67 m | 1er août 2021     | Tokyo        | 1    |
| 2022  | 15,74 m | 20 mars 2022      | Belgrade     | 1    |
| 2023  | 15,35 m | 16 septembre 2023 | Eugene       | 1    |

### Records du monde
| Marque      | Date            | Lieu     | Circonstance                   | Notes                    |
| ----------- | --------------- | -------- | ------------------------------ | ------------------------ |
| 15,43 m     | 21 février 2020 | Madrid   | Meeting de Madrid              | Record du monde en salle |
| 15,67 m     | 1er août 2021   | Tokyo    | Jeux olympiques                | Record du monde          |
| 15,74 m (i) | 20 mars 2022    | Belgrade | Championnats du monde en salle | Record du monde          |

### Statistiques
En date du 16 septembre 2023, Yulimar Rojas compte 49 sauts au-delà des 15 mètres (dont 13 au-delà des 15,40 m) dans 27 compétitions différentes. Seule la Russe Tatyana Lebedeva, avec 52 sauts dans 27 compétitions différentes, en compte plus.
Elle a une série en cours de 30 victoires consécutives, sa dernière défaite remontant au 29 août 2019, lorsqu'elle fut battue par Shanieka Ricketts à Zurich.